# آنجالی لاوانیا
آنجالی لاوانیا (به انگلیسی: Anjali Lavania) (زاده ۱۵ می ۱۹۸۶) بازیگر هندی است.
از کارهای معروف او می‌توان به بازی در فیلم پنجه اشاره کرد.